# Route nationale 536
Pour les articles homonymes, voir Route nationale 536 (homonymie).
La route nationale 536 ou RN 536 était une route nationale française reliant les Jalades à Pont-de-Labeaume. Sa longueur totale est de 40 kilomètres.
À la suite de la réforme de 1972, elle a été déclassée en RD 536.

## Ancien tracé des Jalades à Pont-de-Labeaume (D 536)
- Les Jalades, commune de Sainte-Eulalie (km 0)
- Usclades-et-Rieutord (km 7)
- Montpezat-sous-Bauzon (km 30)
- Chirols (km 37)
- Pont-de-Labeaume (km 40)